# Nowruz
El Nowruz
o Nouruz és l'any nou del calendari persa, que se celebra a l'Iran coincidint amb l'equinocci de la primavera. A més de l'Iran, el Nowruz és celebrat per altres pobles que van rebre la influència de la cultura persa, com ara els kurds, i en altres territoris, que van de Turquia, Síria, l'Irak i l'Azerbaidjan fins a l'Afganistan, passant pel Turkmenistan, el Kazakhstan, l'Uzbekistan i el Tadjikistan.
La festivitat del Nowruz, que significa 'nou dia', era a l'origen una celebració agrícola de culte a la fertilitat. No obstant això, la majoria de les cerimònies de Nowruz tenen les seves arrels en la religió zoroastriana, sorgida a l'Iran fa uns 3000 anys. El zoroastrisme o mazdeisme creu en dos déus antagonistes, Ahura Mazda, déu del bé i la llum, i Angra Mainyu, déu del mal i la foscor. La lluita entre els dos es resol amb la victòria d'Ahura Mazda i el triomf de la llum.
L'arribada de l'any nou persa, que coincideix amb el primer dia de la primavera, representa el final de la foscor hivernal i el renaixement de la llum i la fertilitat. Per simbolitzar l'inici del nou cicle vital, els iranians netegen a consciència la casa els dies anteriors al Nowruz.
Poques hores abans que entri l'any nou, les famílies es reuneixen al voltant d'una taula (anomenada Haft Sin) amb set objectes o fruits el nom dels quals comença en farsi per s (com les llavors de blat o de llenties germinades, sabzeh), els quals representen el renaixement, la salut, l'alegria, la prosperitat, la felicitat, la paciència i la bellesa. També es col·loquen sobre la taula un Alcorà, un mirall i una peixera amb peixos de colors, garantia de bona sort. Als carrers, s'encenen fogueres, es canta i s'acompanya a Hajji Firuz, un personatge de cara negra que dansa al so de tambors i panderetes portadors de bons auguris.
En els tretze dies següents, durant els quals les escoles romanen tancades, els menors de cada família estrenen vestits i es dediquen a visitar oncles i avis, que els fan regals o els lliuren alguns diners. És també costum que els adults s'apropin a saludar a casa dels seus familiars, veïns i amics.
El tretzè dia, sizadh Bédar, últim de les celebracions, les famílies van al camp i hi fan un dinar a l'aire lliure. Les llavors germinades es llencen a un riu o un rierol, però abans s'han fet petits nusos en les tiges. Cada nus representa un desig per al nou any i s'espera que, si el corrent els desfà, es compleixin.
El Nowruz està inscrit com a Patrimoni Immaterial de la Humanitat per la UNESCO des de l'any 2009. El 2010, l'Assemblea General de les Nacions Unides declarà el 21 de març Dia Internacional del Nowruz.